# 张月琴
张月琴（1960年1月27日—），中国女子篮球运动员，她于1984年夏季奥林匹克運動會女子篮球比赛中获得团体铜牌。她还参加过1982年和1986年亚洲运动会，均获得金牌。